# Picking Up & Dropping Off
Picking Up & Dropping Off is een Canadese romantische komische televisiefilm uit 2003 van Steven Robman met Scott Wolf en Amanda Detmer in de hoofdrollen.

## Verhaal
De gescheiden vader Will kan zijn zoontje enkel zien tijdens de vakanties, terwijl de gescheiden moeder Jane haar dochter juist telkens tijdens de vakanties moet wegsturen naar haar vader. Als ze allebei op hun 33ste met Kerstmis op de luchthaven moeten zijn, lopen ze elkaar toevallig tegen het lijf.

## Rolverdeling
| Acteur           | Personage |
| ---------------- | --------- |
| Scott Wolf       | Will      |
| Amanda Detmer    | Jane      |
| Eddie McClintock | Charlie   |
| Rachelle Lefevre | Georgia   |